# Fauriella tenuis
Fauriella tenuis là một loài Rêu trong họ Theliaceae. Loài này được (Mitt.) Cardot miêu tả khoa học đầu tiên năm 1925.